# Search Ads 360
Search Ads 360 — це рекламна платформа від Google, яка дозволяє агентствам та маркетологам ефективно керувати масштабними пошуковими кампаніями.
Належить до екосистеми Google Marketing Platform.

## Функціонал
Розробники позиціонують SA360 як інструмент для спрощення роботи з пошуковими кампаніями, при цьому йдеться не тільки про Google Ads, але й пошукову рекламу в Bing, Yahoo, Baidu й інших. Проте, крім різномаїття плейсментів, Search Ads 360 має додаткові функції, відносно стандарних рекламних кабінетів.
1. Автоматизація. Інструмент дозволяє автоматично створювати списки ключових слів,  оголошень, кампаній, груп оголошень.
2. Використання соціальних показників. У SA360 можна підключати дані соціальних мереж, якими можна користуватись для покращення кампанії. Наприклад, Facebook може передавати дані про конверсії, покази та кліки. І далі вже система буде зіставляти ці дані з нашими кампаніями.
3. Підвищення продуктивності кампанії. Smart bidding та бюджетні стратегії ставок значно розширюють можливість оптимізації, в порівнянні з простим Google Ads.[2]

### Інтеграції
Search Ads 360 легко інтегрується із рештою інструментів Google Marketing Platform, зокрема:
- Display & Video 360
- Analytics 360
- BigQuery
- Looker Studio
- Adobe Analytics.

### Рекламні формати
В SA360 доступні різноманітні формати пошукової реклами, зокрема:
1. Manual campaigns — використовують ключові слова в пошуку для показу оголошень.
2. Shopping campaigns дозволяють показувати окремі товари під полем пошуку.
3. Smart shopping — це рекламний формат, який показує оголошення про товари поза сторінкою пошукової видачі: в Google Display Network, на Youtube та в Gmail.
4. App campaign — просуваючи додаток через Google Ads ви можете підключити Search Ads 360 і завдяки йому отримувати більш деталізовані звіти.[3]

Ці формати частково можна імпортувати з акаунту Google Ads, або запускати в Search Ads 360 від самого початку.